# 皮斯加 (愛荷華州)
皮斯加（英語：Pisgah）是一個位於美國愛荷華州哈里森縣的城市。

## 地理
皮斯加的座標為41°49′58″N 95°55′35″W / 41.83278°N 95.92639°W，而該地的平均海拔高度為323米（即1060英尺）。

## 人口
根據2010年美國人口普查的數據，皮斯加的面積為2.62平方千米，當中陸地面積為2.62平方千米，而水域面積為0.00平方千米。當地共有人口251人，而人口密度為每平方千米95人。